# Фишеклија
Фишеклија је трговац прахом односно барутом. Фишеклије су постојале пре појаве муниције у доба када су се пушке пуниле од уста цеви. Пре стављања куршума у цев се сипао барут који се продавао, припремљен, у папирним фишецима, па одатле и назив заната. Фишеклија је такође и кутијица од дрвета или торбица од коже (носила се на опасачу) где се држао барут.

## У Београду
Средином деветнаестог века, фишеклије су биле у близини Стамбол капије. Због опасности од експлозије књаз Милош их је "прогнао" далеко ван града, чак иза Батал џамије, тј. на место где је данас Главна пошта у близини Ташмајдана. Цела та чаршија добија име Фишеклијска. Појавом савремене муниције, фишеклије нестају, а на њиховом месту ничу продавнице старе робе или телалнице. У Фишеклији су били кафана „Три листа дувана” и радња берберина Мише, "једне од најпопуларнијих личности тадашњег Београда", који је и вадио зубе, пуштао крв и стављао пијавице. Још касније ту ће бити Главна пошта и Маркова црква.

## Галерија
- Кутија за ношење фишека, такум кутија, из периода XIX века. Део је збирке оружја Народног музеја у Лесковцу.
- Фишеклија за барут, месинг, 8,5×7×3,5 цм, 19. век. Експонат из историјске збирке Музеја рудничко-таковског краја из Горњег Милановца.

1. ↑  "Политика", 10. април 1938